# Nixon (Pennsylvanie)
Pour les articles homonymes, voir Nixon.
Nixon est une census-designated place située dans le comté de Butler, dans le Commonwealth de Pennsylvanie, aux États-Unis. Sa population, qui s’élevait à 1 373 habitants lors du recensement de 2010, est estimée à 1 444 habitants au 1er juillet 2020.

## Source
- (en) Cet article est partiellement ou en totalité issu de l’article de Wikipédia en anglais intitulé « Nixon, Pennsylvania » (voir la liste des auteurs).

1. ↑  (en) « Nixon, Butler, Pennsylvania detailed profile » [« Données sur Nixon, comté de Butler, Pennsylvanie »], sur www.city-data.com (consulté le 4 janvier 2021)
2. ↑  (en) « Nixon, Pennsylvania - Basic Facts » [« Données sur Nixon »], sur pennsylvania.hometownlocator.com (consulté le 4 janvier 2021)